# ماريانا ريناتا
ماريانا ريناتا (بالإندونيسية: Mariana Renata)‏ هي عارضة وممثلة إندونيسية، ولدت في 31 ديسمبر 1983 بباريس في فرنسا.

## وصلات خارجية
- ماريانا ريناتا على موقع IMDb (الإنجليزية)
- ماريانا ريناتا على موقع قاعدة بيانات الفيلم (الإنجليزية)